# Споменица за рат за ослобођење и уједињење 1914—1918.
Споменица за рат за ослобођење и уједињење 1914—1918. коју је 1. децембра 1920. године установио принц-регента Александар I Карађорђевић у спомен на рат против Централних сила вођен 1914—1918. године, ослобођење српске отаџбине и на уједињење јужних Словена.
Ова споменица је у виду кружног крста, на горњем краку крста је исписана година 1914, а на доњем краку крста је исписана година 1918.

## Историја
Рат је започео нападом Аустроугарске на Србију 1914. године, али је српска војска са успехом одолевала док се у операције није укључила и царска немачка армија, потпомогнута бугарским и турским трупама. Бројчано слабија, српска војска је потиснута и натерана у повлачење и изгнанство. У Грчкој, војска се прегруписала и наставила ратне операције на Солунском фронту, у северној Грчкој, борећи се на страни Савезника до позне 1918. године.
Прва "споменица из Европског рата" прикачена је на краљеве груди 17. августа 1921. Споменица је додељивана ветеранима Великог рата, официрима, подофицирима, војницима и регрутима српске и црногорске војске, као и савезничким војницима који су допринели ослобођењу Србије.
Медаља се носила о тробојној траци (црвено-плаво-бело), а аутор је био Ђорђе Чарапић.

## Литературе
- https://web.archive.org/web/20120509034341/http://www.royalfamily.org/history/medals11_cir.htm
- Службене Новине Краљевине Срба, Хрвата и Словенаца, 28. јануар 1921, Број 19[мртва веза]